# Cnemaspis bidongensis
Cnemaspis bidongensis es una especie de gecos de la familia Gekkonidae.

## Distribución geográfica yhábitat
Es endémica de la isla Bidong (Malasia Peninsular).